# Enrique Pélach y Feliú

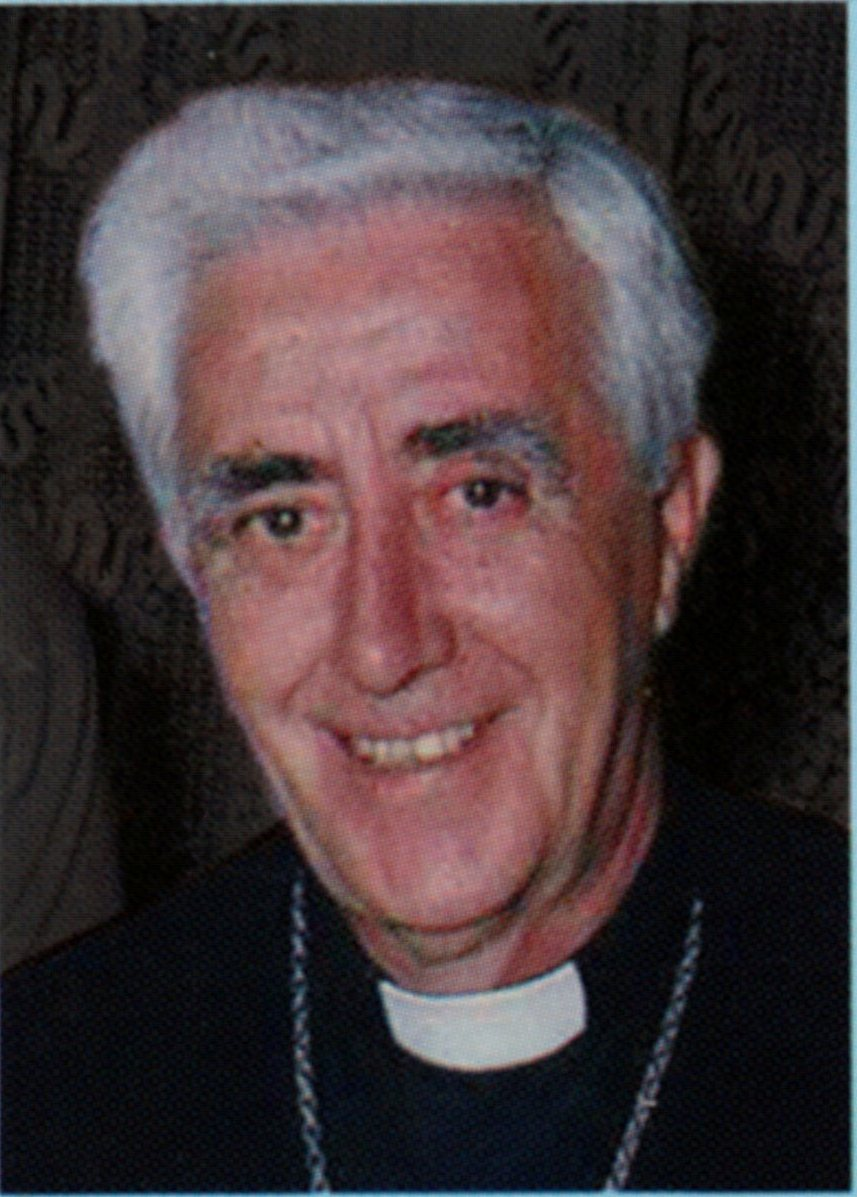
Enrique Pélach y Feliú

Enrique Pélach y Feliú, auch Enrique Pélach y Feliu, katalanisch Enric Pèlach i Feliu (* 3. Oktober 1917 in Anglès in der Provinz Girona in Katalonien; † 19. Juli 2007 in Abancay) war Bischof von Abancay in der peruanischen Region Apurímac.

## Leben
Enrique Pélach y Feliú empfing nach Besuch des Priesterseminars in Girona und dem Studium an der Päpstlichen Universität Gregoriana in Rom am 6. Januar 1944 die Priesterweihe. Ab 1957 war er in der Mission tätig, zunächst in der neuerrichteten Territorialprälatur Yauyos, deren Generalvikar Pélach war. Er sprach das örtliche Quechua und übersetzte Teile der Bibel.
Am 20. Juni 1968 wurde er von Papst Paul VI. zum Bischof von Abancay ernannt. Die Bischofsweihe spendete ihm der Peruanische Militärerzbischof Alcides Mendoza Castro am 14. Juli desselben Jahres. Mitkonsekratoren waren der Bischof von Chiclayo, Ignacio María de Orbegozo y Goicoechea, und der Prälat von Yauyos, Luis Sánchez-Moreno Lira.
Am 1. Dezember 1992 nahm Papst Johannes Paul II. seinen altersbedingten Rücktritt an.

## Auszeichnungen und Ehrungen
- Medalla de Oro de Santo Toribio de Mogrovejo (Peru, 2002)

## Schriften
- mit William Dermott Molloy McDermott: Santos evangelios y hechos de los apostoles. Primera versión católica en quechua y castellano. Editorial Andina, Lima 1974.
- Abancay. Un obispo en los Andes peruanos. Rialp, Madrid 2005, ISBN 84-321-3555-0.